# Guatemala ai Giochi della XV Olimpiade
Il Guatemala ha partecipato ai Giochi della XV Olimpiade, svoltisi ad Helsinki, dal 19 luglio al 3 agosto 1952,  
con una delegazione di 21 atleti, di cui 1 donna, impegnati in 6 discipline,
senza aggiudicarsi medaglie.